# Aerangis articulata
Aerangis articulata là một loài lan.

## Hình ảnh

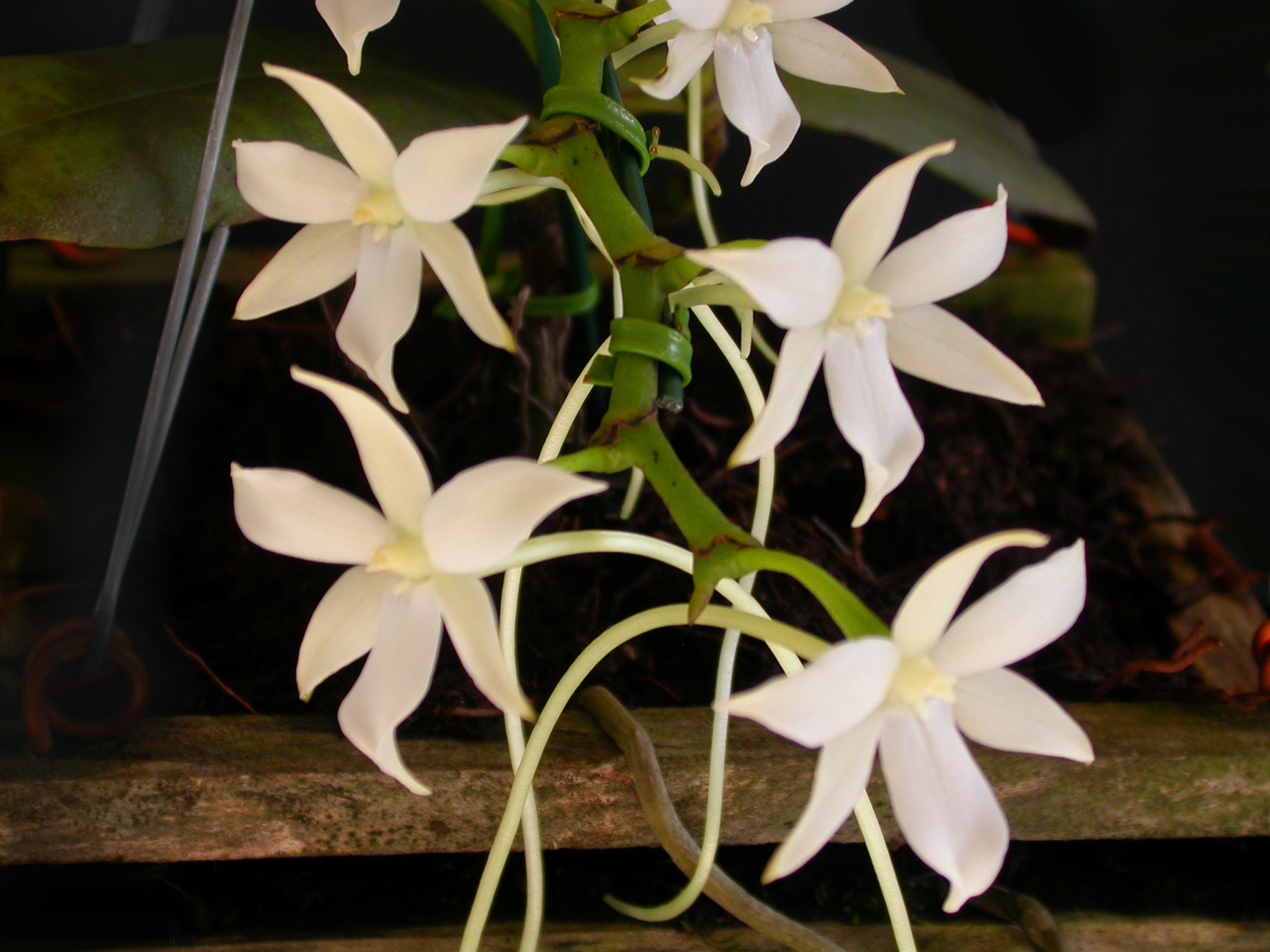
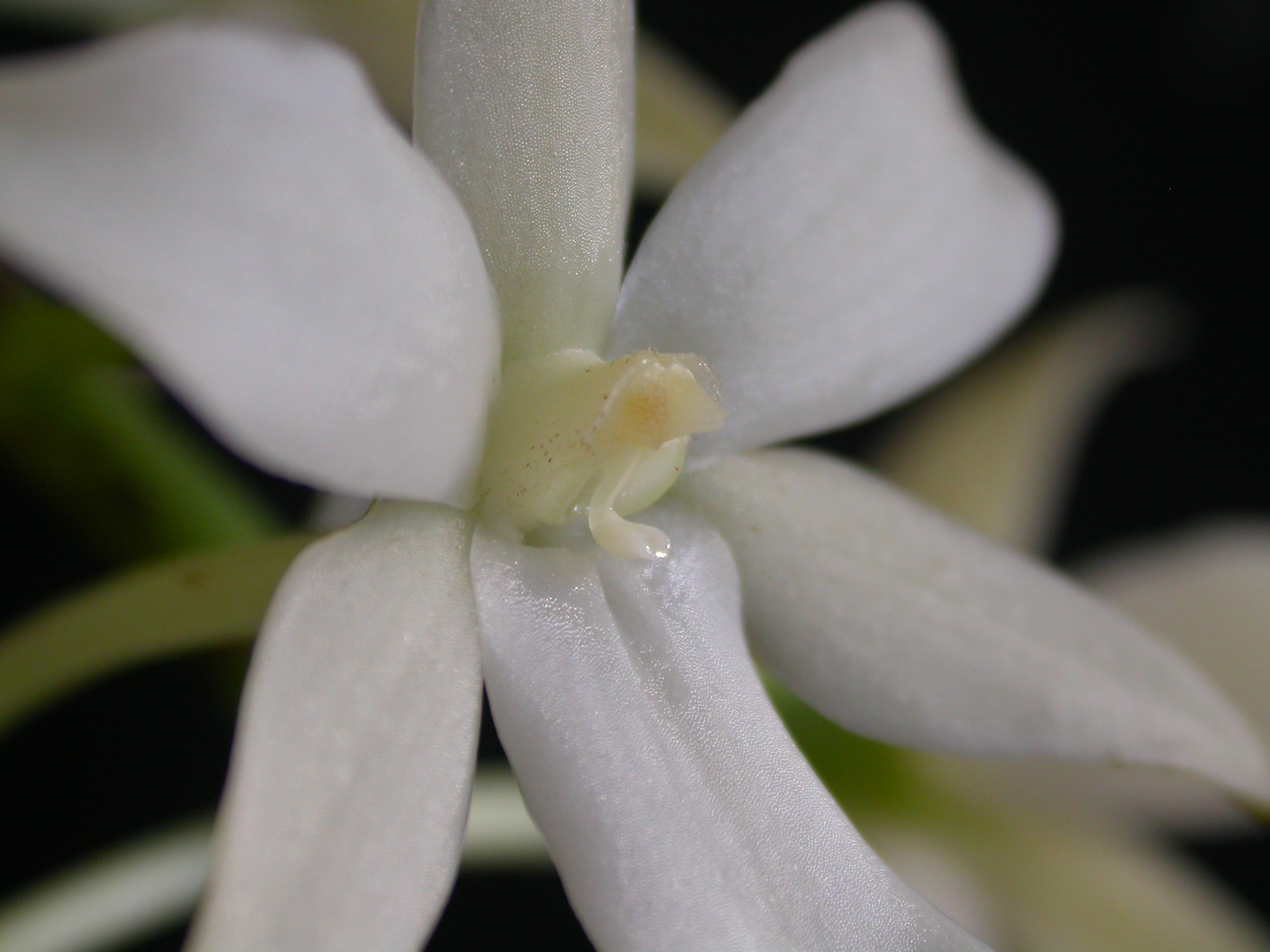
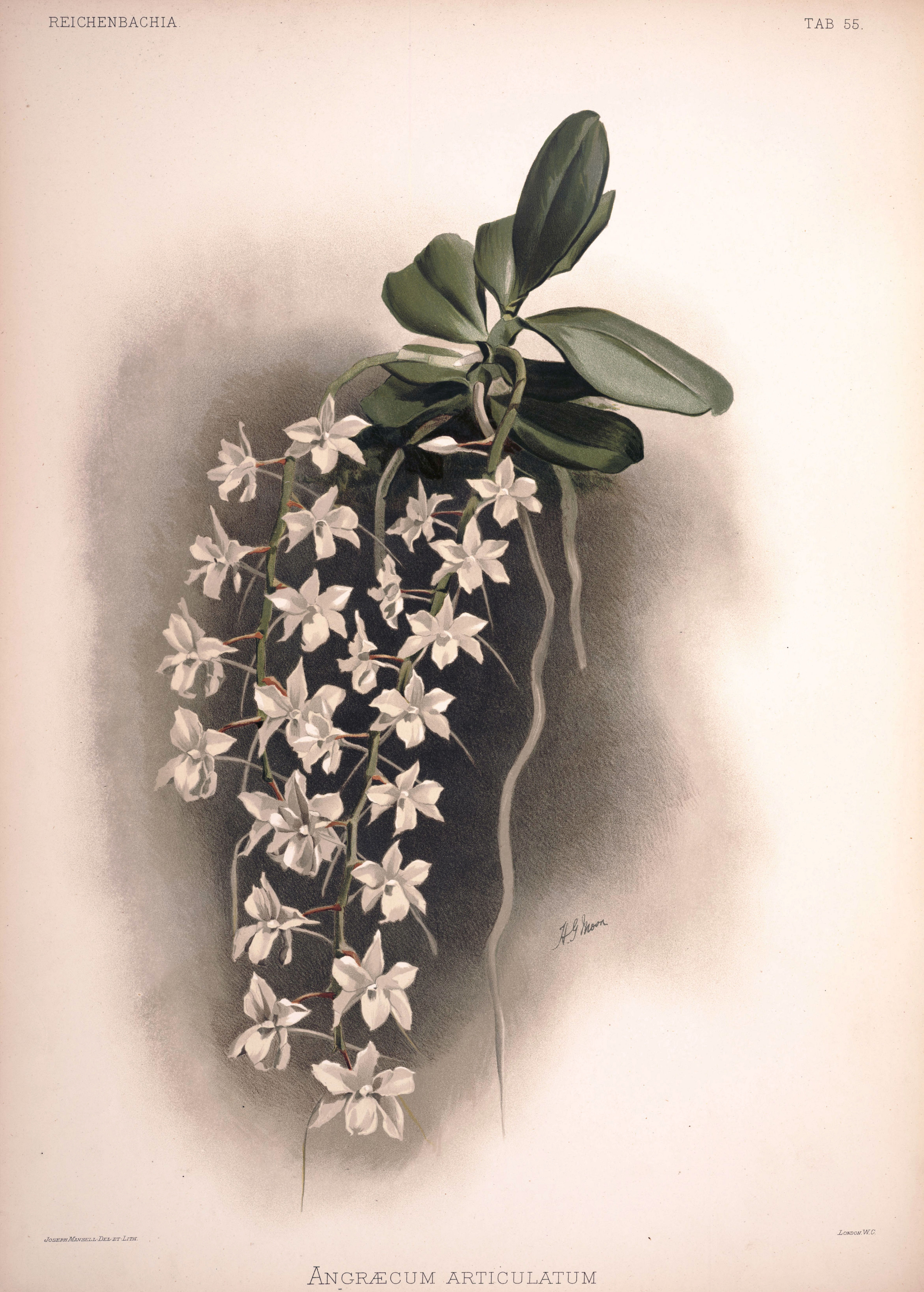